# Internet Adult Film Database
L'Internet Adult Film Database ou IAFD est une base de données en ligne concernant l'industrie du film pornographique américaine. Les données intéressent les acteurs et actrices pornographiques ainsi que les réalisateurs et les films eux-mêmes. Elle ressemble à l'Internet Movie Database (IMDb) dans la mesure où le site est ouvert au public et permet des recherches. Les films pornographiques étrangers aux États-Unis sont inscrits dans la base de données si une version américaine est disponible ou que le film apporte une information au sujet de la version américaine (pas sur la version originale).

## Historique
Le parent de l'IAFD est une base de données d'actrices de films pornographiques accessible par courrier électronique et FTP appelée Abserver et créée par Dan Abend en 1993.
L'IAFD proprement dite est créée par Peter Van Aarle (1962–2005), qui a colligé des données sur les films pornographiques depuis 1981, date à partir de laquelle il a conservé des références indexées concernant les films qu'il a visionnés ou qui étaient répertoriés dans la revue Adam Film World. En 1993, il contribue au forum de discussion Usenet, « alt.sex.movies », où il rencontre Dan Abend. Tous deux échangent des données et commencent à travailler sur une base de données sur le Web.
Van Aarle collabore ultérieurement sur cette base de données Internet avec Ron Wilhelm connu sous le pseudonyme « Heretic ». La première version d'IAFD est mise en ligne en 1995 grâce aux efforts d'Heretic qui fait du projet un entrainement à la programmation en SGML qu'il étudie à son université. Après qu'Heretic eut quitté Internet pour l'armée, le site semble avoir été victime d'un lien rompu.
À l'automne 1998, Van Aarle se rend à un salon avec Jeff Vanzetti qui lui demande s'il serait intéressé par le fait de ressusciter l'IAFD sous son propre domaine cette fois. En fait, Vanzetti était à la recherche d'un projet qui lui permettrait d'apprendre, par lui-même, la programmation d'une base de données en ligne en utilisant le langage SQL. Cela lui paraissait jouable à partir du moment où ils étaient deux co-modérateurs du groupe de discussion (en anglais newsgroups ou groupe de nouvelles) « rec.arts.movies.erotica » (RAME). Les autres membres du groupe se plaignent volontiers de sa ressemblance avec l'Internet Adult Film Database (IAFD).
IAFD fait ses premiers pas au début de l'année 1999. Au tout début le site ne recensait que les actrices et les données ne concernaient que les films postérieurs à 1989.

Van Aarle écrivait à ce sujet : 

« lors des tout débuts de l'IAFD j'ai émis une clause : je ne voulais pas que des informations sur les films [parus] avant 1989 soient disponibles. L'idée [qui se cachait] derrière cela était que si jamais je décidais de commercialiser ma base de données, il serait bon d'en limiter les parties les plus valables. Les données sur les titres les plus anciens étaient clairement les plus difficiles à colliger (et très peu de personnes à qui j'ai parlé n'avaient beaucoup d'informations sur les trucs les plus anciens, à part quelques exceptions notables comme Jim Hollyday), et par conséquent, les parties les plus valables des données. La date de 1989 était un compromis pour inclure au moins les titres de Buttman qui était un des réalisateurs les plus connus de l'époque., »

Van Aarle disparaît à l'âge de 42 ans le 18 septembre 2005 victime d'un infarctus du myocarde,.

## État actuel
18 000 titres gays et 39 000 articles sur des acteurs gays étaient disponibles sur le site à la date du 1er mars 2007. Comme sur IMDb, des formulaires sont à disposition pour soumettre des corrections aux données existantes. Cependant, le formulaire de IAFD est bien plus simple à utiliser que celui d'IMDb. Quoi qu'il en soit, les corrections ne sont pas immédiates ni sur IAFD ni sur IMDb. Les deux services de corrections sont ainsi sensiblement équivalents. Le site revendique des données sur plus de 100 000 titres et 97 337 personnes (incluant à la fois les acteurs/actrices et les réalisateurs). IAFD est un ancien mécène de la vidéo baladodiffusion ou postcasting Infected by Martin Sargent (en).
Un article traitant d'Internet Adult Film Database paraît le 1er octobre 2007 sur l'équivalent en ligne du journal brésilien Folha de S.Paulo